# Игнатьев, Юрий Геннадиевич
Ю́рий Генна́диевич Игна́тьев (род. 4 августа 1947, Львов) — советский и российский учёный, физик, доктор физико-математических наук (1988), профессор (1991); Заслуженный деятель науки Республики Татарстан (1998).

## Биография
Юрий Геннадиевич Игнатьев родился 4 августа 1947 года во Львове, в семье военнослужащего. В 1965—1970 годах учился на физическом факультете Казанского государственного университета (КГУ; с 2010 года — Казанский (Приволжский) федеральный университет, КФУ).
Окончив Казанский университет по специальности «физика — теория относительности и гравитации», в 1970—1975 годах работал на физфаке КГУ в должности старшего инженера лаборатории ядерной физики, а 1975—1985 годах — на кафедре теории относительности физфака (сначала в качестве ассистента, с 1982 года — доцента). В апреле 1977 года защитил диссертацию на соискание учёной степени кандидата физико-математических наук (тема — «Волны в релятивистском газе, находящемся в гравитационном поле»; подготовлена под научным руководством В. Р. Кайгородова).
В 1985—2011 годах работал заведующим кафедрой геометрии и математического моделирования Казанского государственного педагогического института (с 1994 года — Казанский государственный педагогический университет, с 2005 года — Татарский государственный гуманитарно-педагогический университет; в 2011 году включён в состав Казанского (Приволжского) федерального университета). В декабре 1988 года защитил диссертацию на соискание учёной степени доктора физико-математических наук (тема — «Кинетические процессы в релятивистских полях тяготения»); в октябре 1991 года получил учёное звание профессора.
В 2011—2018 годах — заведующий кафедрой высшей математики и математического моделирования Института математики и механики имени Н. И. Лобачевского КФУ. 
С 2018 — ведущий научный сотрудник НИЛ "Космология" на физическом факультете КФУ.
Ю. Г. Игнатьев с 1995 года — член редколлегии международного научного журнала «Gravitation and Cosmology». С 2012 года — заместитель главного редактора (позднее — главный редактор) научного журнала «Пространство, время и фундаментальные взаимодействия» (включён в перечень ВАК). С 1996 года — член докторского совета Д 212.081.10 по геометрии и топологии в КГУ. Был председателем Оргкомитетов Международной конференции «Информационные технологии в образовании и науке», Международных семинаров по гравитации, космологии и астрофизике GRACOS, Международных школ «Математическое и компьютерное моделирование фундаментальных объектов и явлений» (2005 — 2017). Почётный работник высшего профессионального образования РФ (2004).
В 1998 году Ю. Г. Игнатьев был удостоен почётного звания «Заслуженного деятеля науки Республики Татарстан». В декабре 2016 года Ю. Г. Игнатьеву присвоено почётное звание «Заслуженного профессора Казанского университета». В ноябре 2017 года Ю. Г. Игнатьеву (совместно с А. В. Аминовой, А. Б. Балакиным и С. В. Сушковым) за работу «Инвариантно-групповые методы в теории фундаментальных полей с приложениями к теории гравитации, астрофизике и космологии» присуждена Государственная премия Республики Татарстан в области науки и техники.

## Научная деятельность
К областям научных интересов Ю. Г. Игнатьева относятся: теория гравитации и теория поля (классическая и квантовая), космология, математическое моделирование физических процессов, релятивистская кинетика и статистическая физика, физика элементарных частиц, риманова геометрия и тензорный анализ, теория непрерывных групп, применение информационных технологий в физико-математическом образовании.
Ю. Г. Игнатьев внёс вклад в построение кинетической теории неравновесных процессов в релятивистских гравитационных полях, в разработку инвариантно-групповых методов данной теории и её приложения к проблемам статистического равновесия самогравитирующих систем, гравитационных волн и космологии ранней Вселенной. Им были построены математические модели неравновесной Вселенной и математически доказана невозможность достижения термодинамического равновесия в ускоренно расширяющейся Вселенной. При этом Ю. Г. Игнатьев получил интегро-дифференциальное уравнение типа Фоккера — Планка, описывающее процесс космологической эволюции частиц сверхвысоких энергий в ускоренной Вселенной. В работах 1980-х годов и последующих публикациях им было исследовано взаимодействие скалярного поля с частицами различной природы, что впоследствии легло в основу изучения природы и свойств тёмной энергии.
В ряде работ Ю. Г. Игнатьева было изучено взаимодействие плазмы с гравитационными волнами. Ю. Г. Игнатьев занимался также разработкой статистической теории макроскопической гравитации, выполнил качественный и численный анализ стандартной космологической модели.
В области компьютерного обучения физико-математическим дисциплинам Ю. Г. Игнатьевым была выдвинута идея создания систем аналитического тестирования — компьютерных обучающих средств, которые предлагают обучающемуся вместо выбора ответов из готового списка (что признано при оценивании уровня знаний по указанным дисциплинам малоэффективным) вводить аналитические формулы или выражения, правильность которых проверяет программа. На базе системы компьютерной математики Maple им и его учениками создано программное обеспечение, реализующее данную идею применительно к различным разделам вузовского курса высшей математики. Опыт разработки такого программного обеспечения позволили выдвинуть новую парадигму физико-математического образования, основанную на интеграции методов математического и компьютерного моделирования в пакете Maple с применением средств динамической визуализации и аналитического тестирования.
По данным на начало августа 2017 года, Ю. Г. Игнатьев является автором 512 печатных научных работ, включая 5 монографий и 12 учебников.
Под научным руководством Ю. Г. Игнатьева было подготовлено 19 кандидатов наук, из которых 6 позже защитили докторские диссертации.

## Публикации

### Отдельные издания
- Игнатьев Ю. Г.  Проблемы информационных технологий в математическом образовании. — Казань: ТГГПУ, 2005. — 118 с. — ISBN 5-87730-089-X.
- Игнатьев Ю. Г.  Релятивистская кинетика неравновесных процессов в гравитационных полях. — Казань: ООО «Фолиант», 2010. — 523 с. — ISBN 978-5-94990010-9.
- Игнатьев Ю. Г.  Аналитическая геометрия. Часть II. Аффинные и евклидовы пространства: Учебное пособие. II семестр. — Казань: Казанский университет, 2013. — 192 с.
- Игнатьев Ю. Г.  Неравновесная Вселенная: Кинетические модели космологической эволюции. — Казань: Казанский университет, 2013. — 316 с. — ISBN 978-5-00019-096-8.
- Игнатьев Ю. Г.  Математическое и компьютерное моделирование фундаментальных объектов и явлений в системе компьютерной математики Maple. — Казань: Казанский университет, 2014. — 298 с. — ISBN 978-5-94990010-9. (недоступная ссылка)
- Игнатьев Ю. Г.  Классическая космология и тёмная энергия. — Казань: Изд-во Казанского ун-та, 2016. — 248 с. — ISBN 978-5-00019-692-2.
- Игнатьев Ю. Г., Агафонов А. А.  Математические основы физики: Математические модели теоретической физики с примерами решения задач в СКМ Maple. — Казань: Казанский университет, 2016. — 250 с. — ISBN 978-5-94990010-9.
- Игнатьев Ю. Г., Самигуллина А. Р.  Алгебра и аналитическая геометрия для естественнонаучных факультетов (с применением систем компьютерной математики). — Казань: Казанский университет, 2016. — 120 с. — ISBN 978-5-94990010-9.

### Некоторые статьи
- Balakin A. B., Ignat’ev Ju. G.  The effect of a gravitational wave at the contact of conductors // Physics Letters A.. — 1983. — Vol. 96, no. 1. — P. 10—12.
- Игнатьев Ю. Г.  Релятивистская кинетика бариогенезиса в горячей Вселенной // Астрономический журнал. — 1985. — Т. 62, № 4. — С. 633—638.
- Игнатьев Ю. Г.  Возможность нарушения термодинамического равновесия в ранней Вселенной // Известия вузов. Физика. — 1986. — Т. 29, № 2. — С. 19—24.
- Ignat'ev Yu. G., Popov A. A.  Spherically symmetric perturbation of an ultrarelativistic fluid in a homogeneous and isotropic universe // Physics Letters A. — 1996. — Vol. 220, no. 1-3. — P. 22—29.
- Ignatyev Yu. G., Alsmadi K.  A complete relativistic kinetic model of symmetry violation in isotropic expanding plasma. I. Exact model // Гравитация и космология. — 2005. — Т. 11, № 3. — С. 252—258.
- Ignatyev Yu. G., Alsmadi K.  A complete relativistic kinetic model of an isotropic expanding plasma. II. Numerical model // Гравитация и космология. — 2005. — Т. 11, № 4. — С. 363—368.
- Игнатьев Ю. Г.  Космологическая эволюция плазмы с межчастичным скалярным взаимодействием. I. Каноническая формулировка классического скалярного взаимодействия // Известия вузов. Физика. — 2012. — Т. 55, № 2. — С. 36—40.
- Игнатьев Ю. Г.  Космологическая эволюция плазмы с межчастичным скалярным взаимодействием. II. Формулировка математической модели // Известия вузов. Физика. — 2012. — Т. 55, № 5. — С. 71—78.
- Игнатьев Ю. Г.  Космологическая эволюция плазмы с межчастичным скалярным взаимодействием. III. Модель с притяжением одноимённо заряженных скалярных частиц // Известия вузов. Физика. — 2012. — Т. 55, № 11. — С. 94—97.
- Игнатьев Ю. Г.  Термодинамическое равновесие в ускоренной Вселенной недостижимо? // Пространство, время и фундаментальные взаимодействия. — 2013. — № 4. — С. 28—55.
- Игнатьев Ю. Г.  Стандартная космологическая модель: Математический, качественный и численный анализ // Пространство, время и фундаментальные взаимодействия. — 2016. — № 3. — С. 16—36.
- Игнатьев Ю. Г.  Качественный и численный анализ стандартной космологической модели с Λ-членом // Пространство, время и фундаментальные взаимодействия. — 2016. — № 3. — С. 37—47.
- Игнатьев Ю. Г., Агафонов А. А.  Качественный и численный анализ космологической модели, основанной на фантомном скалярном поле с самодействием // Пространство, время и фундаментальные взаимодействия. — 2016. — № 4. — С. 52—61.
- Игнатьев Ю. Г., Самигуллина А.Р.  Физические характеристики свободных колебаний скалярных полей с нулевой эффективной энергией и евклидовы циклы в космологических моделях // Известия высших учебных заведений. Физика. — 2020. — Т. 63, № 1(745). — С. 24—31.